# Прядіння

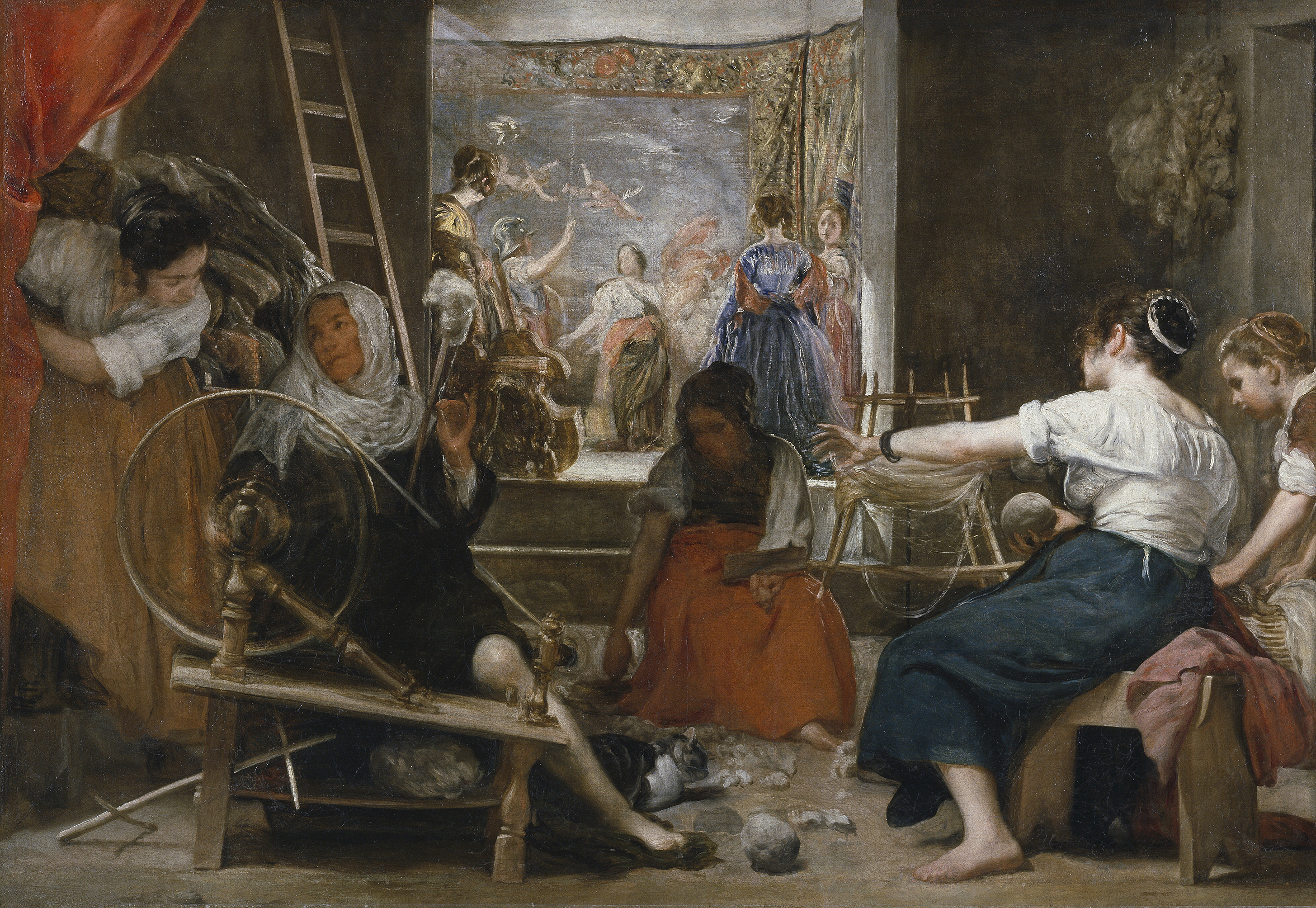
Пряхи на картині Дієго Веласкеса

Прядіння — процес поздовжнього складання і спірального скручування окремих волокон для одержання довгої і міцної нитки.

## Способи прядіння
- Суканням волокон між долонями
- Суканням волокон об поверхню
- З використанням ручної прядки і веретена
- З використанням самопрядки
- З використанням прядильних машин

## Етапи та процеси прядіння

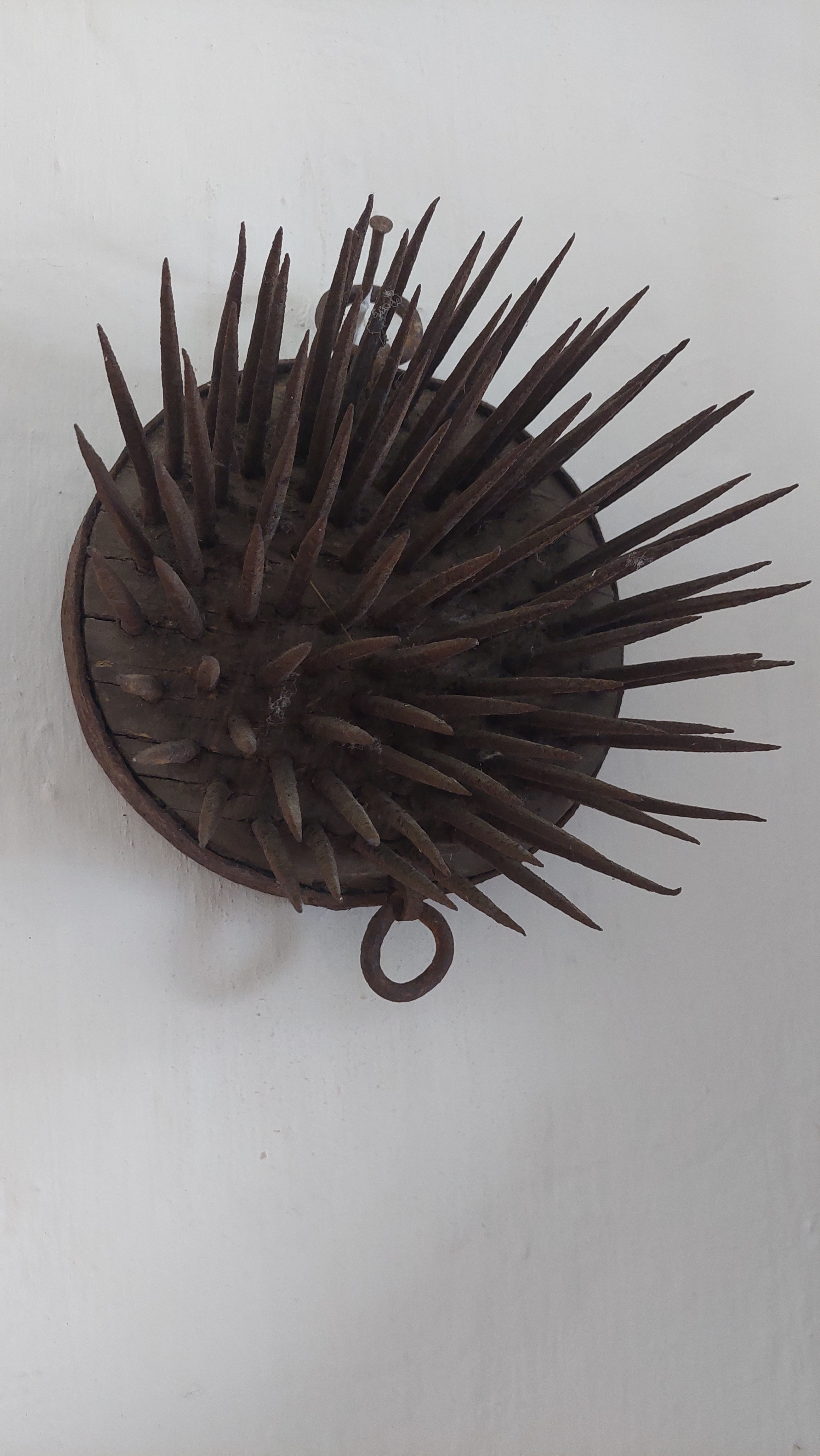
Щітка для виробництва нитки

Прядіння з використанням прядильних машин виробляється в 3 етапи, при цьому кожен етап має свої процеси:
1. Підготовка волокнистої маси і формування з неї стрічки:
  1. Розпушування — спресована маса поділяється на дрібні клаптики для кращого перемішування і очищення від бур'янистих домішок;
  2. Змішування — розпушення волокон з різних партій між собою для того, щоб отримати більше однорідних за властивостями партій сировини, для одержання пряжі з певними властивостями;
  3. Тіпання — забезпечує подальше розпушення й очищення волокон від смітних домішок;
  4. Чесання — відбувається роз'єднання дрібних клаптиків і пучків волокнистої маси на окремі волокна. Видаляють залишишені після процесу розпушування і тіпання дрібні домішки, формують стрічку або рівницю;
2. Передпрядіння — поступове витягування стрічки в рівницю і намотування на пакування заданої форми і розмірів.
3. Прядіння (остаточне утонення рівниці та скручування; намотування пряжі на пакування).

## Система прядіння
Існує 3 основних види систем прядіння:
- Кардна
- Апаратна
- Гребінна